# 방공호

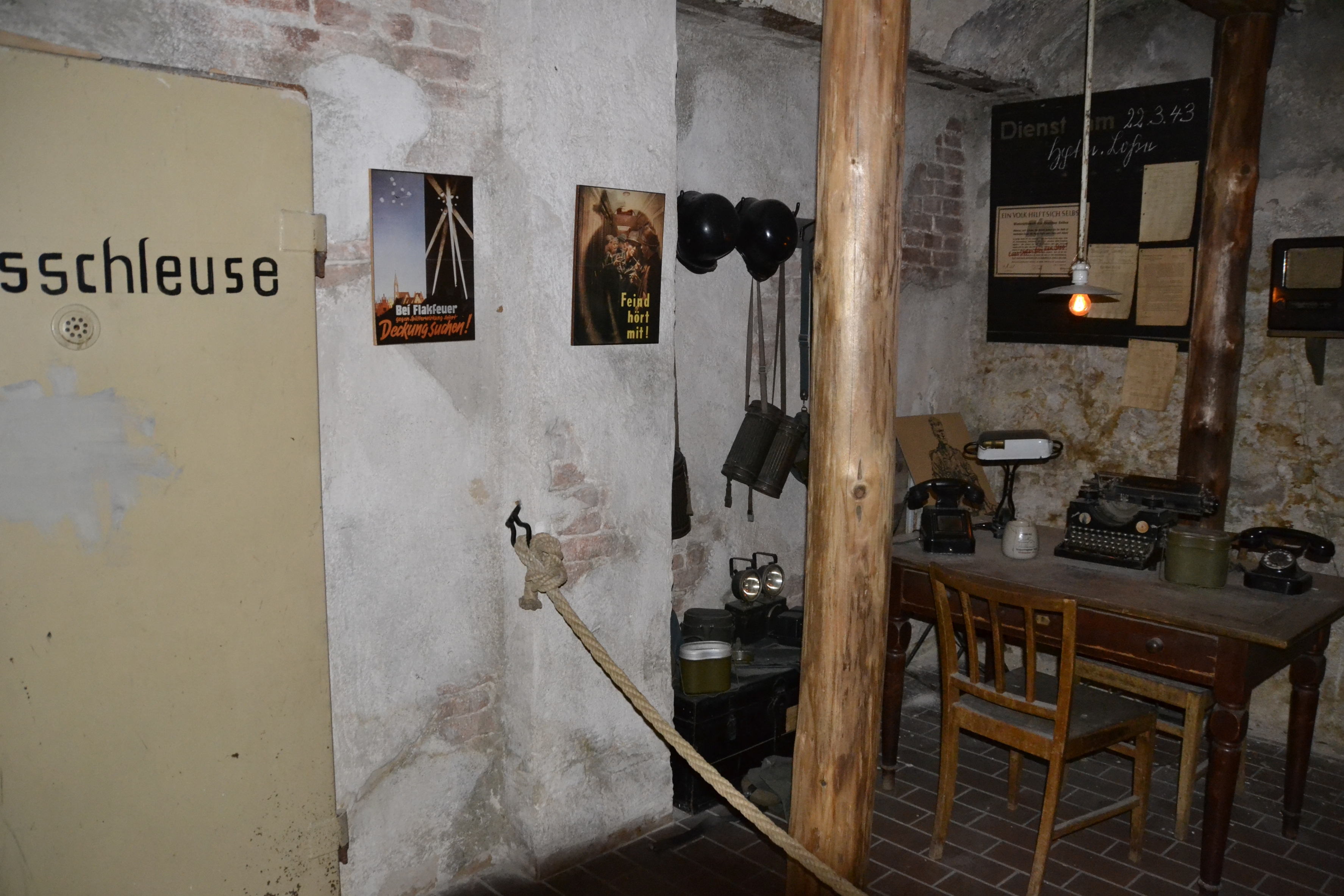

방공호(防空壕, 영어: air raid shelter)는 군사적 목적으로 제작된 것으로 공중에서 가해지는 폭격을 효과적으로 차단 또는 감쇄시키기 위하여 인위적으로 만든 은폐 및 엄폐된 장소를 일컫는다.
방공호는 참호와는 다르다. 참호는 일반적인 사격에 대한 안전한 장소를 제공하는 효과가 있고 공격시에도 유용하게 사용할 수 있다. 그러나 적에게 발견되었을 시에는 수류탄 등의 폭탄공격에 의해 쉽게 공격당할 수 있는 단점도 있다. 이에 반해 방공호는 순수한 방어를 위해서 만드는 경우가 대부분이며 특히 일정규모 이상의 부대에서는 방공호에 공기정화장치 및 취사시설까지 마련하고 장기전에 대비한 시설을 준비하는 경우가 있다.
또는 각 집안에서 비상시를 대비하여 (예를 들어, 허리케인이나 전쟁 등) 콘크리트와 철근 등의 금속물질로 이루어진 방 또는 그러한 공간을 지칭하기도 한다. 세이프룸 또는 패닉룸(영어: safe room 또는 panic room)이라고도 한다.

## 같이 보기
- 낙진 대피소